# Nobreza do Reino Unido
A página Predefinição:Peerage/styles.css não tem conteúdo.
A Nobreza do Reino Unido refere-se às famílias nobres do Reino Unido. Observando-se que algumas famílias nobres britânicas tiveram membros que mudaram-se para colônias do Império Britânico, alguns destes territórios - hoje países - os quais hoje fazem parte da Commonwealth, e tem, pois, também, Sua Majestade o rei (Carlos III) como chefe de Estado, embora não compartilhem o mesmo chefe de governo.

## História
A nobreza das quatro nações constituintes do Reino Unido (Inglaterra, Escócia, Gales e Irlanda do Norte) desempenhou um grande papel na história do país, embora, nos dias de hoje, já não tenha o poder que teve no passado. A nobreza britânica consiste em duas entidades: o pariato (peerage) e o gentry. Membros do pariato são titulados (duque, marquês, conde, visconde e barão), sendo frequentemente chamados de lordes ou de pares do reino. O resto, com a exceção dos baronetes e pares vitalícios (life peers), é conhecido como gentry.
A notar que em inglês, o título de conde é conhecido como earl na nobreza britânica, mas como count na nobreza dos países estrangeiros.
Antes do século XX, pariatos foram geralmente hereditários e, com poucas exceções, descendiam da linhagem masculina. O filho mais velho de um duque, marquês ou conde frequentemente tem um título de cortesia, considerado um título subsidiário de seu pai. Por exemplo, o filho mais velho do conde de Snowdon é chamado visconde Linley.
Em 1958, a rainha Isabel II introduziu títulos nobiliárquicos vitalícios não-hereditários e, depois disso, títulos hereditários foram criados somente para a família real britânica. Contudo, isso é apenas uma convenção, não sendo sempre observada.
Até 1999, a posse de um título no Pariato da Inglaterra automaticamente dava ao titular, atingida a maioridade, um lugar na Câmara dos Lordes. O Pariato da Escócia (desde 1707) e o Pariato da Irlanda (desde 1801) elegiam, por sua vez, alguns de seus membros para a câmara.

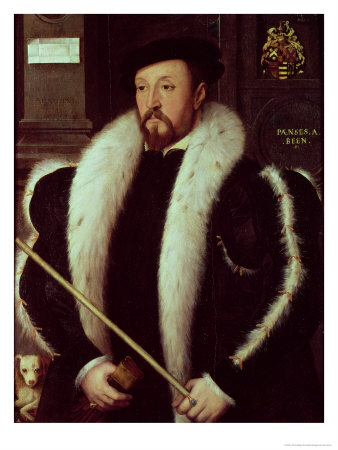
Nobre inglês do século XVI
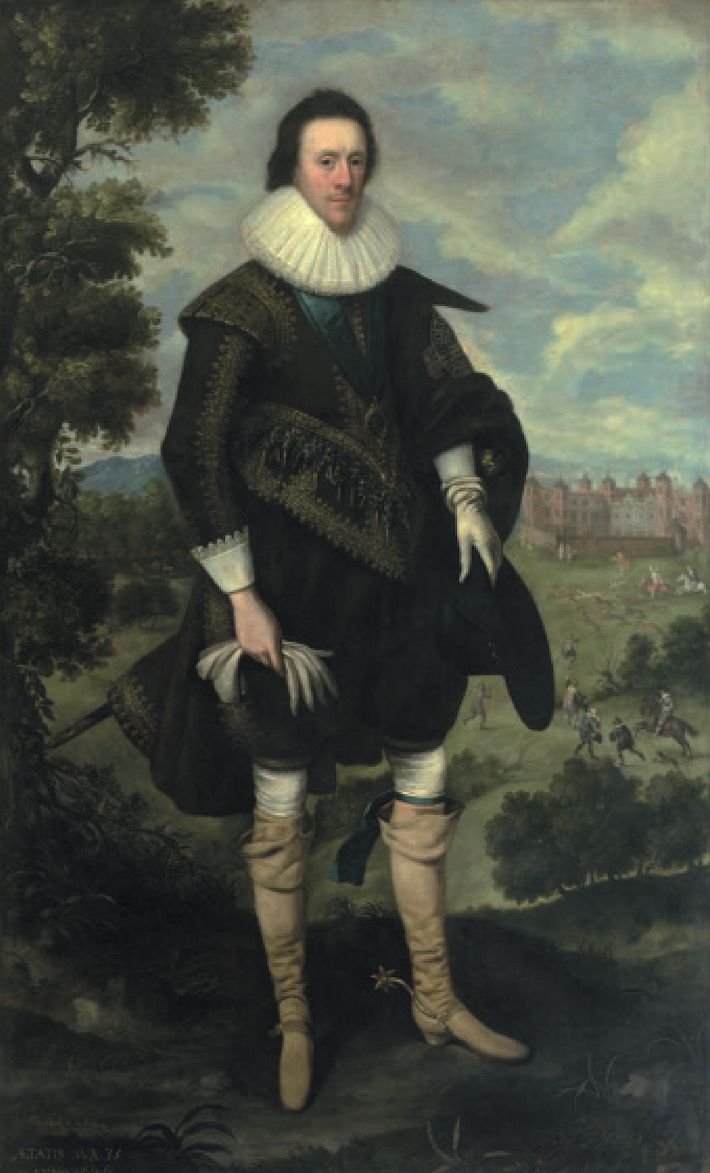
Nobre inglês do século XVII.
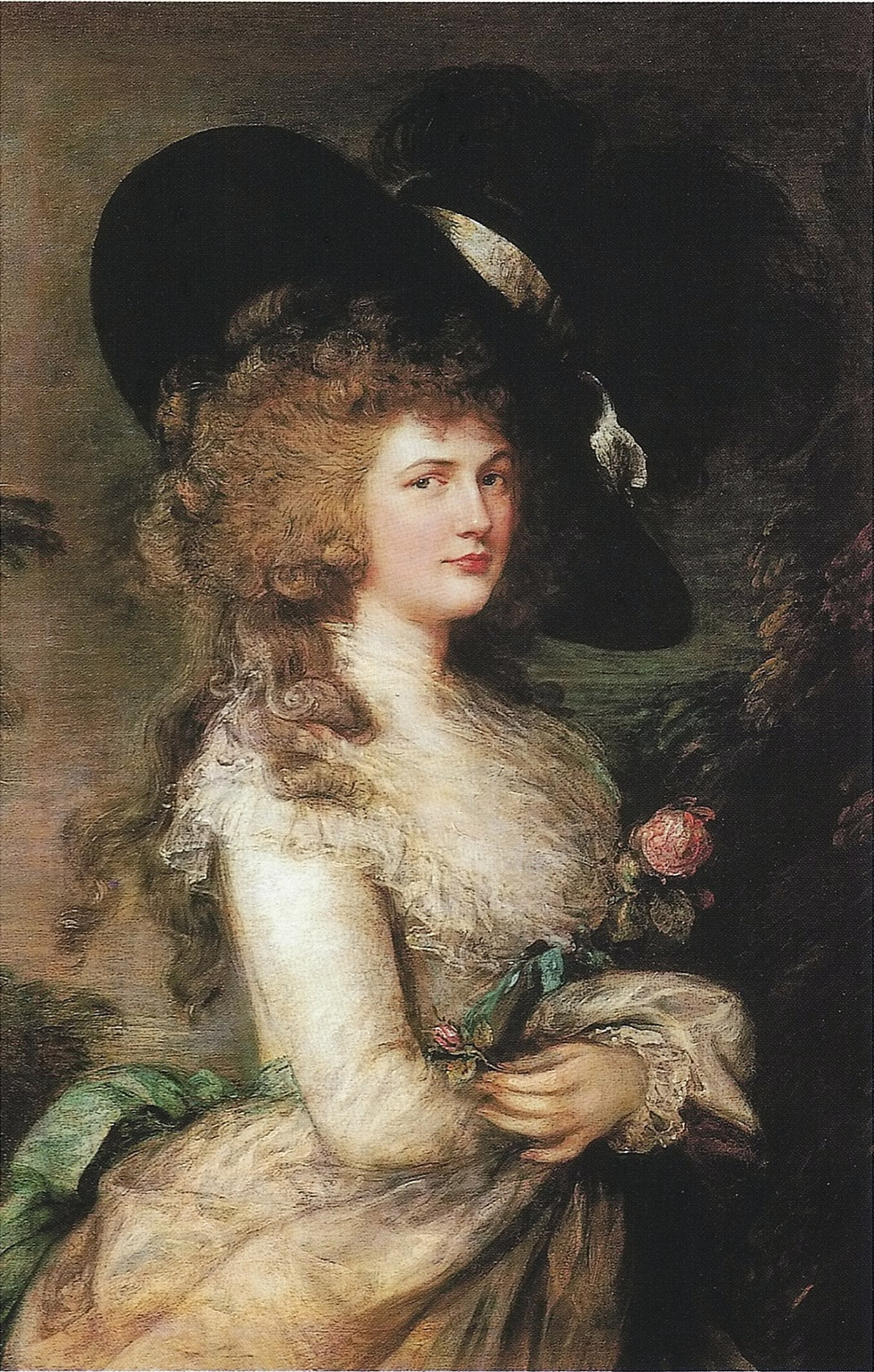
Nobre britânica do século XVIII.
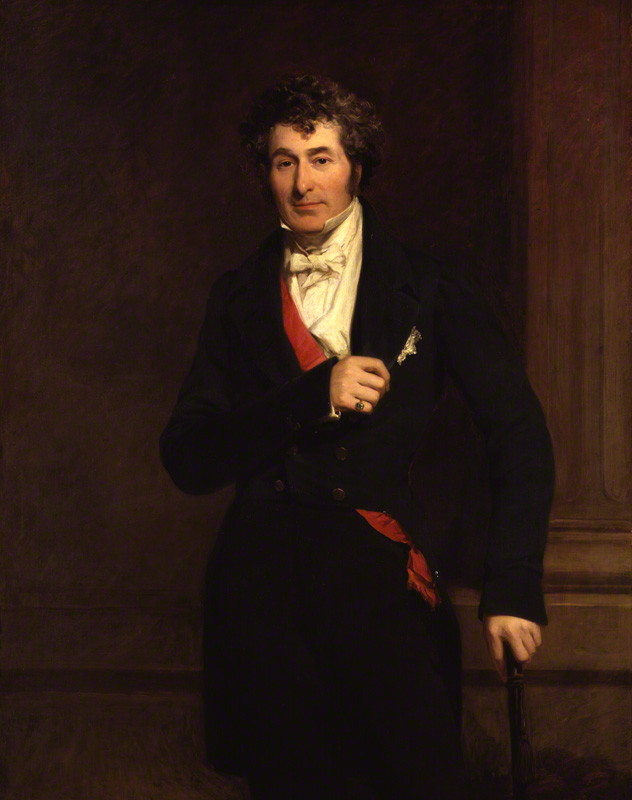
Nobre britânico do século XIX.
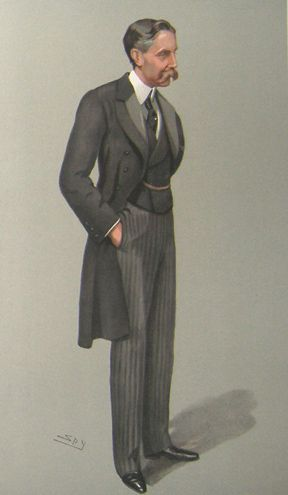
Nobre britânico do século XX.
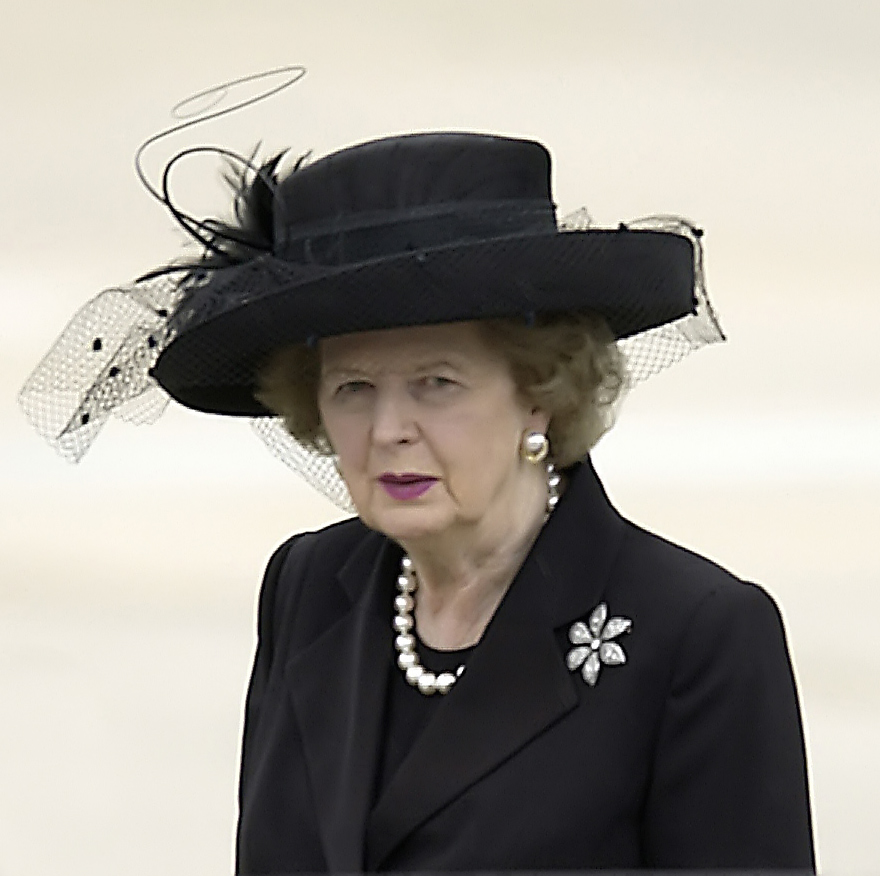
Margaret Thatcher, baronesa Thatcher. Nobre britânica do século XXI.

## Títulos por pariato
- Pariato da Inglaterra
- Pariato da Escócia
- Pariato da Irlanda
- Pariato da Grã-Bretanha
- Pariato do Reino Unido

## Formas de tratamento
- Sua Graça (His/Her Grace)
- O Mais Honorável (The Most Honourable)
- O Muito Honorável (The Right Honourable)
- O Honorável (The Honourable)